# Helvetiosoma blanci
Helvetiosoma blanci är en mångfotingart som först beskrevs av Faes 1902.  Helvetiosoma blanci ingår i släktet Helvetiosoma och familjen knöldubbelfotingar. Inga underarter finns listade i Catalogue of Life.